# تساريتساني
تساريتساني (Τσαρίτσανη) هي مدينة في لاريسا في مقاطعة فوريا إلادا في اليونان.